# Асмолов, Алексей Никитич
Алексей Никитич Асмолов (род. 30 марта 1906, Алексашкино, Самарская губерния, Российская империя — 3 сентября 1981, Москва, СССР) — советский военный деятель, один из организаторов партизанского движения в годы Великой Отечественной войны. Генерал-майор (19.04.1945).

## Биография
Родился в 1906 году в селе Алексашкино Самарской губернии (ныне в Саратовской области, Россия) в крестьянской семье. В 1909 году его родители переехали в село Усть-Пристань (ныне в Алтайском крае). После семи классов школы работал у богатых сельских жителей за еду. В 1925—1928 годах работал в Западно-Сибирском государственном пароходстве в Усть-Пристани.
С 1928 года — в Красной армии. Участник вооружённого конфликта на Китайско-Восточной железной дороге (1929) и военной операции в Западной Белоруссии (1939). С 1938 года — командир учебного взвода, затем учебной роты.
В 1939 году окончил специальный факультет Военной академии имени Фрунзе. Был направлен на работу в органы НКВД. В 1940—1941 годах — заместитель начальника разведывательного отдела штаба Приволжского военного округа. С апреля 1941 года — заместитель начальника особого отдела Прибалтийского особого военного округа.
С начала Великой Отечественной войны до 1943 года — был организатором партизанских формирований и руководил их деятельностью в Ленинградской области. Член Военного совета и представитель Центрального штаба партизанского движения на Северо-Западном фронте, с 1942 года — на такой же должности на Юго-Западном фронте (с октября 1943 — 3-й Украинский фронт). Одновременно в 1942—1943 годах был начальником штаба партизанского движения на территории Воронежской области.
Генерал К. Н. Деревянко, у которого Асмолов был заместителем по организации партизанских отрядов в полосе фронта, в своих рукописях называл его «очень деловым и толковым офицером».

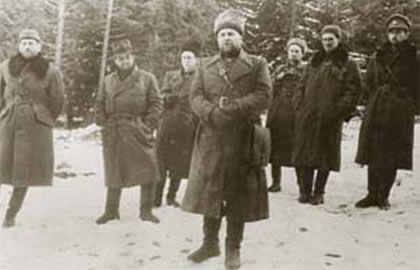
Асмолов и чехословацкие военные, Низкие Татры, 7 ноября 1944 г.

С ноября 1944 года по март 1945 года — участник партизанской борьбы в Словакии в ходе Словацкого национального восстания. Решением Центрального комитета Коммунистической партии Чехословакии был утверждён командующим партизанским движением в Словакии.
С 1945 года проходил службу в НКВД СССР (с марта 1946 года — МВД СССР) — один из руководителей по борьбе с бандеровцами на Украине. С января 1947 года — начальник управления МВД по Ровенской области, с апреля 1947 — начальник отдела контрразведки МВД СССР, с декабря 1950 года — заместитель начальника управления конвойных войск МВД СССР, с декабря 1952 — заместитель начальника мобилизационного отдела МВД СССР. В 1947 году Асмолов со стороны Министерства внутренних дел курировал следствие по Новгородскому процессу
В 1952 году окончил Высшие академические курсы при Высшей военной академии имени К. Е. Ворошилова. С 1953 года был заместителем начальника кафедры службы войск в Военном институте МВД СССР.
С ноября 1954 года — заместитель министра внутренних дел Грузинской ССР. В сентябре 1956 года уволен в запас.
Жил в Москве. Участвовал в работе Советского комитета ветеранов войны и Общества советско-чехословацкой дружбы. Умер в Москве, похоронен на Ваганьковском кладбище (22 уч.).
Автор книги воспоминаний «Фронт в тылу вермахта» (1977).

## Награды
СССР
- орден Ленина (1952[9])
- Четыре ордена Красного Знамени (21.07.1942, 07.12.1943, 08.05.1945, 1948[9])
- Орден Богдана Хмельницкого I степени (02.05.1945)
- Орден Красной Звезды (03.11.1944[9])
- Медаль «Партизану Отечественной войны» 1-й степени
- Другие медали СССР,

ЧССР
- ордена Белого льва 2-й и 3-й степеней (соответственно 1976 и 1945)[11],
- Чехословацкий военный орден «За Свободу»,
- Орден Яна Жижки
- Военный крест 1939 года (Чехословакия),
- Орден Словацкого национального восстания I степени,
- Медаль «За храбрость перед врагом»

Почётный гражданин словацких городов Банска-Бистрица, Зволен, Мартин, Слиач.
Его именем названа улица в городе Калач-на-Дону.